# NGC 780
NGC 780 је спирална галаксија у сазвежђу Троугао која се налази на NGC листи објеката дубоког неба.
Деклинација објекта је + 28° 13' 33" а ректасцензија 2h 0m 35,1s. Привидна величина (магнитуда) објекта NGC 780 износи 14,0 а фотографска магнитуда 14,8. NGC 780 је још познат и под ознакама UGC 1488, MCG 5-5-41, CGCG 503-72, 5ZW 164, NPM1G +27.0080, PGC 7616.